# العلاقات الجنوب سودانية الكيريباتية
العلاقات الجنوب سودانية الكيريباتية هي العلاقات الثنائية التي تجمع بين جنوب السودان وكيريباتي.

## مقارنة بين البلدين
هذه مقارنة عامة ومرجعية للدولتين:
| وجه المقارنة                                              | جنوب السودان                  | كيريباتي                        |
| --------------------------------------------------------- | ----------------------------- | ------------------------------- |
| المساحة (كم2)                                             | 619.75 ألف                    | 811                             |
| عدد السكان (نسمة)                                         | 12.58 مليون                   | 116.40 ألف                      |
| الكثافة السكانية (ن./كم²)                                 | 20.3                          | 14.35 ألف                       |
| العاصمة                                                   | جوبا                          | جنوب تاراوا                     |
| اللغة الرسمية                                             | لغة إنجليزية                  | لغة إنجليزية، اللغة الكيريباتية |
| العملة                                                    | جنيه جنوب سوداني، جنيه سوداني | دولار كريباتي، دولار أسترالي    |
| الناتج المحلي الإجمالي (بليون دولار)                      | 2.90 مليار                    | 196.15 مليون                    |
| الناتج المحلي الإجمالي (تعادل القوة الشرائية) بليون دولار | 22.88 مليار                   | 224.26 مليون                    |
| الناتج المحلي الإجمالي الاسمي للفرد دولار أمريكي          | 73                            | 1.42 ألف                        |
| الناتج المحلي الإجمالي للفرد دولار أمريكي                 | 2.02 ألف                      | 1.81 ألف                        |
| مؤشر التنمية البشرية                                      | 0.467                         | 0.590                           |
| رمز المكالمات الدولي                                      | +211                          | +686                            |
| رمز الإنترنت                                              | .ss                           | .ki                             |
| المنطقة الزمنية                                           | ت ع م+03:00                   |                                 |

## منظمات دولية مشتركة
يشترك البلدان في عضوية مجموعة من المنظمات الدولية، منها:
| علم المنظمة | اسم المنظمة                   | تاريخ انضمام جنوب السودان | تاريخ انضمام كيريباتي |
| ----------- | ----------------------------- | ------------------------- | --------------------- |
|             | الأمم المتحدة                 | 14 يوليو 2011             | 14 سبتمبر 1999        |
|             | مؤسسة التمويل الدولية         | 18 أبريل 2012             | 2 أكتوبر 1986         |
|             | يونسكو                        | 27 أكتوبر 2011            | 24 أكتوبر 1989        |
|             | مؤسسة التنمية الدولية         | 18 أبريل 2012             | 2 أكتوبر 1986         |
|             | البنك الدولي للإنشاء والتعمير | 18 أبريل 2012             | 29 سبتمبر 1986        |
|             | الاتحاد البريدي العالمي       | ?                         | ?                     |
|             | الاتحاد الدولي للاتصالات      | 3 أكتوبر 2011             | 3 نوفمبر 1986         |

## وصلات خارجية
- موقع وزارة الخارجية الجنوب سودانية